# チョン・ソンミン
チョン・ソンミン（정성민、JEONG SEONG MIN）は韓国の音楽プロデューサー、作曲家、作詞家、編曲家。
韓国のみならず世界中のアーティストに楽曲提供を行いながら人気ドラマのサウンドトラックも手掛ける。
プロデュース集団「Psycho Tension」主宰、レーベル「PLANHEAR sound」代表。
日本でのマネージメントはよしもとミュージックパブリッシング。

## 主な作品
KPOP
- IZ*ONE - With*One (作曲/作詞/編曲)
- PENTAGON - SOMEDAY (SONG BY JIN HO,HU I) (作詞/作曲/編曲）
- Wanna One - 12番目の星 (作曲/作詞/編曲)
- GOT7 - Remember you (作曲/編曲)
- GOT7 - The Reason (作曲/編曲)
- GOT7-   Waiting For You (作曲/作詞)
- JBJ - J.B.J(Intro） (作曲/作詞/編曲)
- JBJ - As If In A Dream (作曲)
- Monster X - Broken Heart (作曲/作詞)
- Monster X - Because of U (作曲/作詞/編曲)
- イ・カウン（AFTERSCHOOL）- Remember You (作曲/編曲)
- AWEEK - BREATH (作曲/作詞/編曲)

Oversea
- 日本
  - EXIT feat.Da-iCE - I got it get it (作曲/編曲)
- タイ
  - Third&Tor Thanapob 9x9（Nine by Nine）- Night Light（作曲/編曲）
  - BamBam（GOT7）-   I`m not a con-heartist（作曲）
- 中国
  - 「プロデュース101」中国版「偶像アイドル」-敢

（翟潇闻/李昀锐/秦天/段浩男/肖凯中/马雪阳/王艺衡）（创造营2019第8期）
ドラマOst
- SBSドラマ「コンビニのセッビョル」ost カンダニエル-SOMETHING（作曲）
- Jtbcドラマ「スカイキャッスル」ostハジン - We all lie (編曲)
- Jtbcドラマ「補佐官」ostキムジェファン(ワナワン) - Black Sky(作曲/編曲)
- jtbcドラマ「夫婦の世界」ostソン・スンヨン - Sad（作曲）
- tvNドラマ「ミスターションシャイン」ostペク·チヨン - See you again (作曲/編曲)
- tvNドラマ「白日の浪君様」ost Gummy - 消える(作曲/作詞/編曲)
- KNTVドラマ「ストーブリーグ」ost DICKPUNKS キム・テヒョン - 1日が暮れ行く(作曲/作詞/編曲)